# 鷹大眼麗魚
鷹大眼麗魚，為輻鰭魚綱鱸形目隆頭魚亞目慈鯛科的其中一種，分布於南美洲奧里諾科河流域，體長可達12.2公分，棲息在植被生長的溪流，屬肉食性，以魚類為食，可作為觀賞魚。

## 擴展閱讀
維基物種上的相關：鷹大眼麗魚